# Víctor Mora (stripauteur)
Víctor Mora Pujadas (Barcelona, 6 juni 1931 – aldaar, 17 augustus 2016) was een Spaans scenarist van stripverhalen.

## Levensloop
Vanwege de Spaanse Burgeroorlog vluchtte Mora's familie vijf jaar na zijn geboorte naar Frankrijk. Na de dood van zijn vader keerde hij in 1941 terug naar Spanje, waar hij na een jaar begon te werken. In 1948 begon Mora bij uitgeverij Bruguera als vertaler. Hij schreef vervolgens voor tekenaar Francisco Hidalgo enkele stripverhalen bij verscheidene uitgeverijen.
In 1956 werd Mora lid van de communistische partij. In datzelfde jaar mocht Mora bij uitgeverij Bruguera een eigen stripreeks schrijven. Zo ontstond de stripreeks El Capitán Trueno, die vooral getekend werd door Ambrós. Deze reeks liep tot 1968 en werd daarna verdergezet door andere auteurs. Van 1962 tot 1976 ging hij vanwege het regime van Francisco Franco in een vrijwillig ballingschap naar Frankrijk, waar hij vervolgens samenwerkte met enkele Franse stripbladen zoals Pilote en Pif Gadget. Hij schreef vervolgens ook nog enkele andere stripreeksen, waaronder Dani Futuro.
Mora was ook de Spaanse vertaler van de Asterixstrips van René Goscinny en Albert Uderzo.